# Barabaix-Lévada
Barabaix-Lévada (en rus: Барабаш-Левада) és un poble del krai de Primórie, a l'Extrem Orient de Rússia, que en el cens del 2010 tenia 271 habitants.